# النسر الأسود (دبابة)
النسر الاسود (الروسي: Чёрный Орёл، Čërnyj أوريل، أو كائن 640)، كان مشروع روسي لإنتاج دبابة قتال رئيسية. ويعتقد أنه قد تم وضعها من قبل مكتب التصميم (KBTM) في أومسك في أواخر عقد 1990. لم يتم أظهار نسخة الإنتاج من هذه الدبابة علنا. تم إلغاء مشروع إنتاج وتطوير دبابة النسر الأسود.

## وصلات خارجية
- Vasiliy Fofanov's Modern Russian Armour - click "Black Eagle MBT" in the links in the left-hand frame.
- Black Eagle MBT - at Eugene Yanko in association with Omsk VTTV Arms Exhibition and Military Parade JSC